# Кинетопласт
Кинетопластът е структура която се среща само в протозои от клас Kinetoplastida.

Предполага се, че функцията му е свързана с осигуряването на енергия за придвижване на едноклетъчния организъм.
При Trypanosoma brucei връзката на кинетозомата с цитоскелета се нарича тристранно свързан комплекс (tripartite attachment complex) и включва протеинът p166. 

## Трипанозома
В групата едноклетъчни флагелатни протозои – трипанозомите кинетопластът представлява плътна гранула ДНК намираща се в голяма митохондрия. Trypanosoma brucei - паразитът причиняващ сънна болест е пример за трипанозома с кинетопласт. Нейния кинетопласт лесно се наблюдава, чрез използване на флуоресцентното багрило DAPI, както и при флуоресцентна in situ хибридизация (FISH) с използване на тимидиновия аналог – BrdU